# 莫哈末哈菲吉
莫哈末哈菲吉，马来西亚叶雕艺人。他因曾雕刻前首相马哈迪·莫哈末的肖像而在网络爆红。

## 生平
莫哈末哈菲吉来自吉打州双溪大年。早年做过很多工作。2021年6月，他首次接触到雕刻叶子并成功完成。
同年11月，哈菲吉雕刻前首相马哈迪·莫哈末的肖像，影片上载至TikTok瞬间蹿红，播放量达到150万次。马哈迪为此拍影片向他道谢。之后，哈菲吉与家人一同到马哈迪位于亚罗士打故居，同马哈迪本人短暂见面。
除了马哈迪之外，哈菲吉也曾雕刻过第十六任国家元首苏丹阿都拉、国父东姑阿都拉曼、已故巨星比·南利等名人。